# Misery (The Beatles)
Misery is een nummer van The Beatles uit 1963, afkomstig van hun debuut-lp Please Please Me. Het is geschreven door John Lennon en Paul McCartney.

## Achtergrond
In februari 1963 toerden The Beatles met zangeres Helen Shapiro door Groot-Brittannië, nog voordat de Beatlemania echt was losgebarsten. Helen's manager Norrie Paramor was op zoek naar nieuw materiaal voor zijn protegé, met name country- en westernliedjes voor een nieuwe lp. Hij vroeg The Beatles om een nummer voor haar in die stijl te schrijven. Misery was het resultaat. Het ontstond tijdens de tour backstage vlak voor een optreden in Stoke-on-Trent in januari 1963 en werd later afgemaakt in Paul's huis in Liverpool.
Hoewel John en Paul tevreden waren over het resultaat, en ze het erg geschikt vonden voor Helen, werd het liedje afgekeurd door Paramor. Zanger Kenny Lynch die ook deel uitmaakte van de tournee nam het vervolgens op, waarmee hij de eerste artiest werd die een nummer van Lennon-McCartney had gecoverd. Lynch' versie werd echter geen hit. (In 1973 was Lynch een van de mensen die te zien was op de cover van het album Band on the Run van Paul McCartney & Wings.)
Intussen waren The Beatles aan de slag gegaan met hun eerste lp, Please Please Me, waarvoor ze Misery gingen opnemen. McCartney noemde het een "ironisch portret van puberaal zelfmedelijden". De opname vond plaats op 11 februari 1963 (net als de rest van de lp) en er waren elf takes voor nodig. Producer George Martin speelde piano op de opname.

## Release
Misery werd in Nederland niet als single uitgebracht. Wel verscheen het als B-kant van Ask Me Why, een Duitse single op het Odeon Records label die in januari 1964 via import ook in Nederland verkrijgbaar was. De single kwam niet in de hitlijsten terecht. Ook was het een van de vier nummers op de ep The Beatles No. 1 uit november 1963 op het Parlophone label.